# Mount Columbia
Mount Columbia är ett berg i Kanada.   Det ligger på gränsen mellan Alberta British Columbia, i den västra delen av landet, 3 100 km väster om huvudstaden Ottawa. Toppen på Mount Columbia är 3 747 meter över havet.
Terrängen runt Mount Columbia är huvudsakligen mycket bergig. Mount Columbia är den högsta punkten i trakten. Trakten runt Mount Columbia är nära nog obefolkad, med mindre än två invånare per kvadratkilometer.. Det finns inga samhällen i närheten. 
Trakten runt Mount Columbia består i huvudsak av gräsmarker.